# Relations entre les États-Unis et la Guinée
Les relations entre la Guinée et les États-Unis sont des relations bilatérales entre la république de Guinée et les États-Unis d'Amérique.

## Histoire
Les États-Unis entretiennent des relations étroites avec la Guinée. La politique américaine vise à encourager les réformes démocratiques de la Guinée, sa contribution positive à la stabilité régionale et au développement économique et social durable. Les États-Unis cherchent également à promouvoir une augmentation des investissements privés américains dans l'économie émergente de la république de Guinée.
La mission américaine en Guinée est composée de cinq agences: le département d'État, l'agence américaine pour le développement international (USAID), le corps de la paix, le département du trésor des États-Unis et le département de la défense.
En plus de fournir la gamme complète des fonctions diplomatiques, la mission américaine gère également un programme d'assistance militaire qui a fourni près de 331 000 $ pour des programmes d'éducation militaire, de professionnalisation et de formation linguistique.
L'USAID Guinée est aujourd'hui l'une des cinq missions de développement durable en Afrique de l'Ouest, avec des domaines de programme de base actuels dans l'enseignement primaire, la santé de la famille, la démocratie et la gouvernance, et la gestion des ressources naturelles.
Après une suspension temporaire en raison de troubles politiques dans tout le pays au début de 2007, le programme du corps de la paix en Guinée a repris ses opérations à la fin du mois de juillet.
Avant la suspension, le corps de la paix comptait plus de 100 volontaires dans tout le pays, et le programme augmente progressivement ses effectifs à nouveau. Les volontaires travaillent dans quatre domaines de projet: l'enseignement secondaire, l'environnement (l'agroforesterie), la santé publique et la prévention du VIH / sida et le développement des petites entreprises.
La Guinée a également mis en place un solide programme de Crisis Corps ces dernières années.
Les principaux responsables américains comprennent:
- Ambassadeur - Patricia Moller

Il y a une ambassade des États-Unis située à Koloma, Conakry, Guinée.

## Rapport
Selon le US Global Leadership Report 2012, 89 % des Guinéens approuvent le leadership américain, avec 8 % de désapprobation et 3 % d'incertitude, l'opinion la plus favorable des États-Unis dans l'ensemble de l'Afrique et du monde à l'époque.

## Voir également
- politique étrangère des États-Unis
- Politique étrangère de la Guinée
- Liste des ambassadeurs de Guinée aux États-Unis